# شهرستان الدیس
ناحیهٔ الدیس {{به عربی|مدیریة الدیس) در یمن است که در استان حضرموت واقع شده‌است.

## خصوصیات
ناحیهٔ الدیس ۲۳٬۰۹۲ نفر جمعیت دارد.